# Каралезская долина
Каралезская долина (укр. Каралезска долина, крымскотат. Qaralez vadiysi, Къаралез вадийси) — долина на юго-западе Крымского полуострова, образованная речкой Быстрянка (также Ураус-Дереси) — левым притоком Бельбека — своего рода граница между Второй и Третьей грядами Крымских гор. Длина около 6 км, начинается относительно широкой котловиной у подножия Мангупа, пролегает с юга на север, впадая слева в Бельбекскую долину. Живописная долина, помимо средневекового города Мангуп, известна примечательными природными образованиями, среди которых памятник природы регионального значения Каралезские сфинксы, Арман-Кая, или гора Крокодил в устье, множество причудливых скал по бортам долины.

## Исторические известия
Первое упоминание Кара-Илёзской долины встречается у Петра Палласа в труде «Наблюдения, сделанные во время путешествия по южным наместничествам Русского государства в 1793—1794 годах» 
Сады… и посаженные у ручья итальянские тополи придают местности большую красоту, так же как сады и луга вдоль деревни на пространстве более версты с половиной.

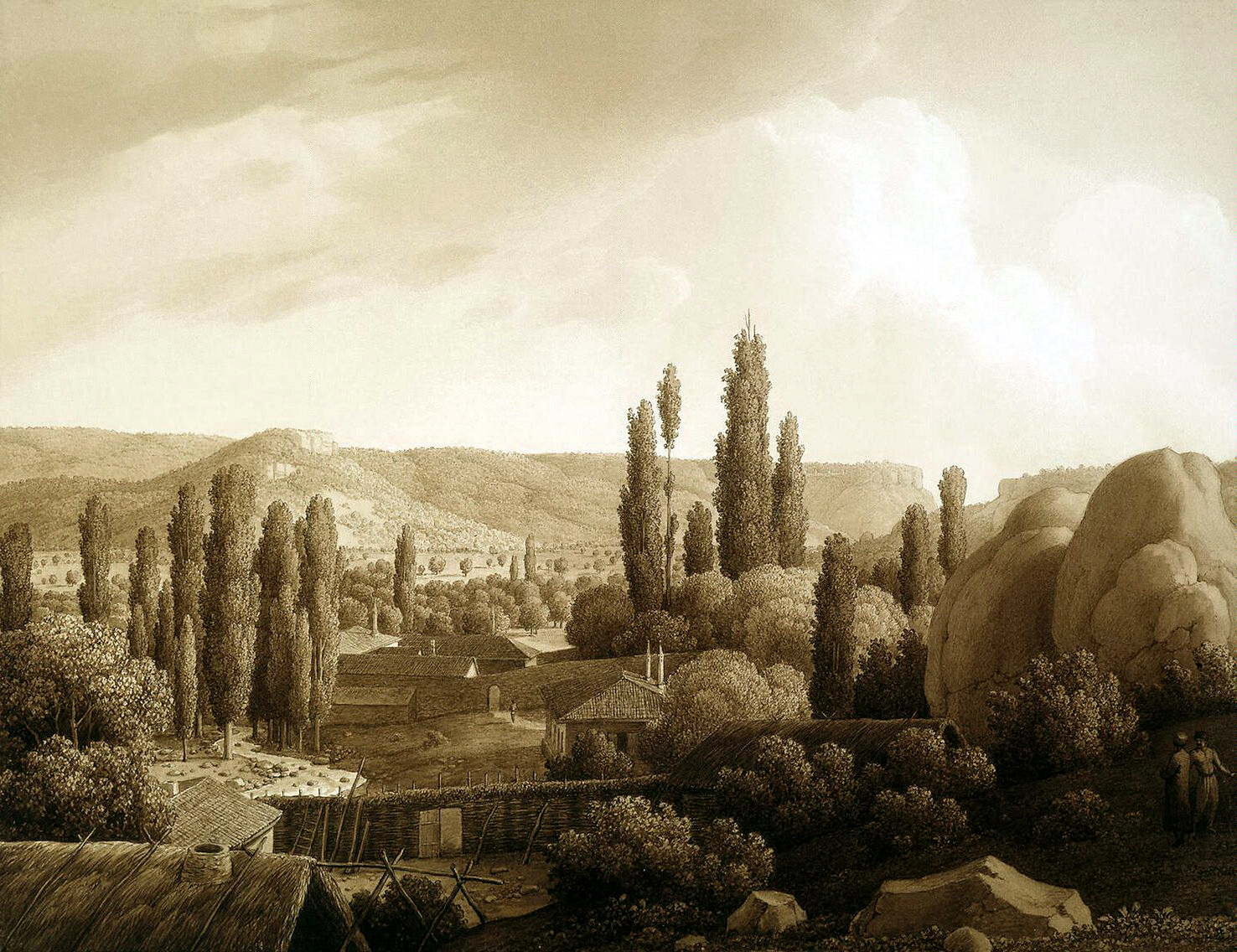
Карл фон Кюгельген. «Вид долины Каралез», 1804 год.
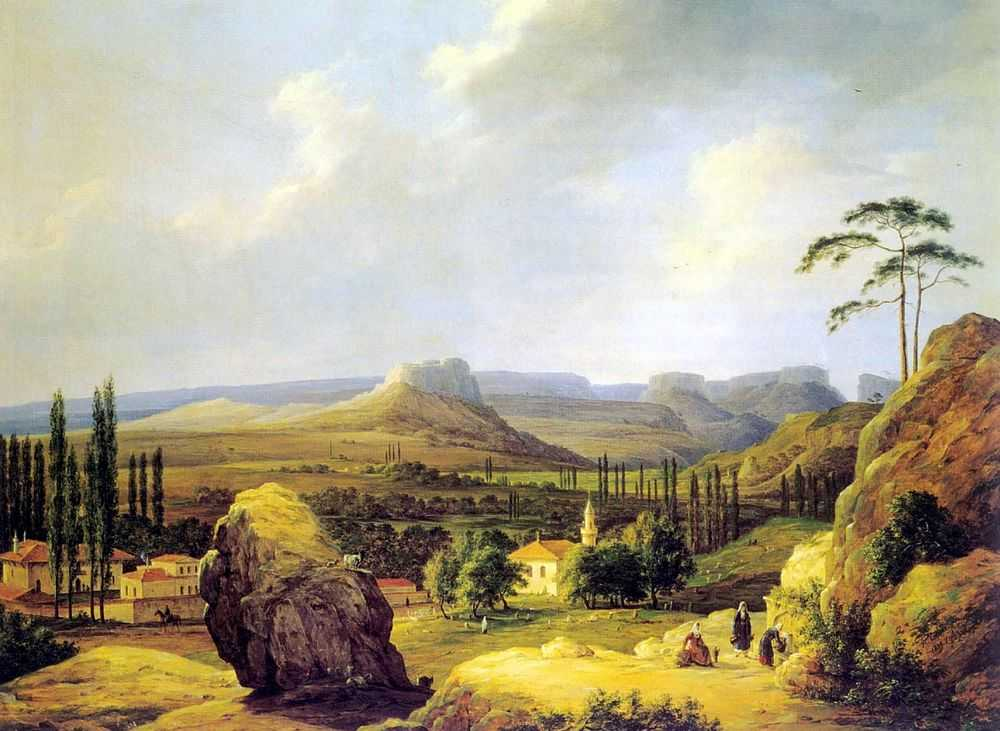
Никанор Чернецов. «Вид Каралезской долины на южном берегу Крыма», 1839 год.

Шарль Монтандон в своём «Путеводителе путешественника по Крыму, украшенный картами, планами, видами и виньетами…» 1833 года расхваливал местность, в которой расположено селение Каралез 
Каралез, бесконечно привлекательный своим расположением, возвышается позади дающих наипрекраснейшие фрукты садов, на склоне холма, ограниченного стеной отвесных скал с краями в виде зубцов
своеобразной формы. Большой ручей, исток которого находится возле Мангуп-Кале… служит для орошения
большого числа садов и плантаций, лежащих ниже. С вершины голых гор, находящихся перед деревней в направлении Сюрени, открывается восхитительный вид на всю долину и окрестности.
Григорий Караулов в статье 1872 года называл долину «превосходной и богатейшей в Крыму». Также описание долины имеется в «Практическом путеводителе по Крыму» Анны Москвич 1889 года
Долина эта… покрыта роскошной растительностью. Сады Каралезской долины известны превосходным качеством своих плодов; здешний табак также пользуется известностью.

## Каралезская стена
- 44°36′46″ с. ш. 33°47′15″ в. д.HGЯO

В 1984 году при исследовании территории в окрестностях Мангупа, в самом узком месте долины, примерно в 300 м южнее села Залесное, археологическим отрядом В. А. Сидоренко были обнаружены остатки мощной оборонительной стены, перегораживавшей долину. Стена длиной более 150 м, при толщине 2,3—2,4 м, представляла собой практически прямую линию с запада на восток. Построена была способом двухпанцирной регулярной кладки на известковом растворе из подогнанных друг к другу тёсаных известняковых блоков размерами 45 на 65 на 70 см. Межпанцирное пространство забутовано природным бутом, залитым также известковым раствором. Перепад высот между флангами и средней (нижней) частью — до 25 м на восточной и около 30 м на западной оконечности.

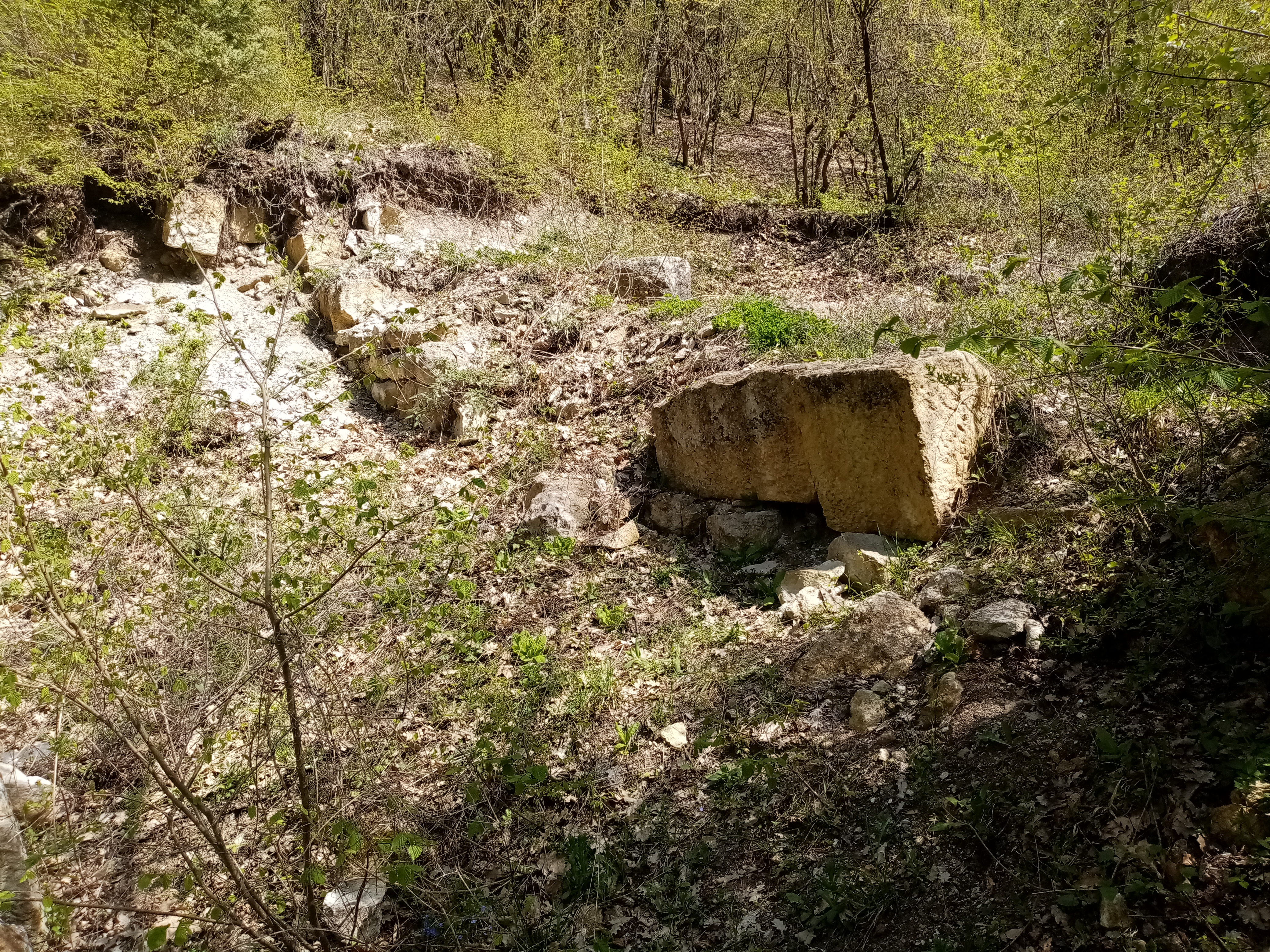
Руины оборонительной стены

В местах примыкания делались вырубки скалы для сопряжения стен, выше, на скале — искусственные дозорные площадки. Остатков каких-либо башен не обнаружено, ворота располагались на месте современного шоссе, которое частично перекрывает воротный проём. Фрагменты керамики из раскопа у стены датируются первой половиной VI века, так же учёный датировал и саму стену, ошибочно считая её частью Длинных стен Прокопия. Также исследованиями установлено, что оборонительный комплекс функционировал сравнительно недолго и уже в середине VII века перестал выполнять свою роль, подвергаясь интенсивному разрушению из-за подвижек грунта в пойме реки. Ни на одном из обследованных участков признаков восстанавления (ремонта) стены не найдено.